# Максимец
Максимец (укр. Максимець) — село в Пасечнянской сельской общине Надворнянского района Ивано-Франковской области Украины.
Население по переписи 2001 года составляло 878 человек. Занимает площадь 29.5 км². Почтовый индекс — 78434.